# Ривізондолі
Ривізондолі (італ. Rivisondoli) — муніципалітет в Італії, у регіоні Абруццо, провінція Л'Аквіла.
Ривізондолі розташоване на відстані близько 135 км на схід від Рима, 80 км на південний схід від Л'Акуїли.
Населення — 701 особа (2014).
Щорічний фестиваль відбувається 6 грудня. Покровитель — святий Миколай.

## Демографія
Населення за роками:

Станом на 1 січня 2023 року в муніципалітеті офіційно проживало 39 іноземців з 10 країн, серед них 15 громадян країн Євросоюзу та 1 громадянин України.

## Сусідні муніципалітети
- Барреа
- Кастель-ді-Сангро
- Пескокостанцо
- Рокка-Пія
- Роккаразо
- Сканно